# Stückemarkt des Berliner Theatertreffens
Der Stückemarkt des Berliner Theatertreffens wurde 1978 als erste Förderinitiative für Neue Dramatik im deutschsprachigen Raum gegründet. Der Stückemarkt sucht nach neuen Formen der Autorenschaft und innovativen Theatersprachen. In einem international offenen Wettbewerb können sich Autoren, Theatermacher und Theaterkollektive gleichermaßen mit Theatertexten und Theaterprojekten bewerben.

## Geschichte
Seit seiner Gründung haben insgesamt 203 Autoren am Stückemarkt teilgenommen, darunter später bekannt gewordene wie Elfriede Jelinek, die mit ihrem Stück Was geschah, nachdem Nora ihren Mann verlassen hatte oder Stützen der Gesellschaft im ersten Jahr eingeladen war und damals noch als österreichischer Geheimtipp galt.
In den ersten zwanzig Jahren des Festivals wählte die Stückemarkt-Leitung aus den zur Uraufführung freien Stücken jährlich fünf aus, um sie einem breiteren Publikum im Rahmen des Theatertreffens vorzustellen. Eine Jury gab es damals nicht – der Stückemarktleiter war allein für das Programm verantwortlich.
2003 öffnete sich der Stückemarkt für Autoren aus ganz Europa, die in Originalsprache Theatertexte einreichen konnten. Aus der Präsentation neuer Dramen für Theaterleute wurde ein Wettbewerb für noch unbekannte Autoren. Eine Fach-Jury sichtete hunderte von Texten, von denen während des Theatertreffens zwischen fünf und sieben in Szenischen Lesungen präsentiert wurden.
Später wurden Preise und Werkaufträge, Kooperationen mit Partnertheatern und einem Radiosender eingeführt, ein internationales Netzwerk wurde aufgebaut und die Übersetzung der Stücke ins Englische, die Realisierung von Masterclasses und Dramatikerworkshops sowie die Übernahme von einjährigen Patenschaften für die Autoren wurden etabliert. Mit dem Theatertreffen-Symposium „Schleudergang Neue Dramatik“ (2009) initiierte der Stückemarkt weitere Schritte in der Zusammenarbeit zwischen Dramatikeren und Theatern, wie zum Beispiel den Ausbau von Hausautorenschaften. 2012 erweiterte der Stückemarkt seinen Autorenbegriff: Erstmals wurden Projektarbeiten von Theaterkollektiven für den Wettbewerb zugelassen. Ein Performer-Duo wurde eingeladen, im neu gegründeten Projektlabor ihr eingereichtes Konzept zu entwickeln und das Ergebnis im Rahmen des Stückemarkts zu präsentieren.
Seit 2007 vergibt der Stückemarkt gemeinsam mit der Bundeszentrale für politische Bildung/bpb einen Werkauftrag.
Zu seinem 35-jährigen Jubiläum 2013 zog der Stückemarkt Bilanz und blickte in die Zukunft: 35 Autoren, die beim Stückemarkt eingeladen waren, wurden noch einmal mit neuen Arbeiten präsentiert. 30 Autoren verfassten kurze Texte zum Thema „Wohin? Verfall und Untergang der westlichen Zivilisation“, u. a. Herbert Achternbusch, John von Düffel, Elfriede Jelinek, Oliver Kluck, Dirk Laucke, Anne Lepper, Philipp Löhle, Wolfram Lotz, Marius von Mayenburg, Roland Schimmelpfennig, Einar Schleef, Werner Schwab und Nis-Momme Stockmann.
2014 wurde die Auseinandersetzung mit neuen Modellen der Autorenschaft, die bereits durch das Projektlabor 2012 und das Jubiläum 2013 begonnen wurde, weiterverfolgt: Für die 36. Ausgabe des Stückemarkts machten sich drei Theatertreffen-Paten auf die Suche nach Künstlern, die neue Theatersprachen entwickeln.
2015 wurde das Auswahlverfahren für den Stückemarkt geändert. Eine fünfköpfige internationale Künstler-Jury und ein offener Wettbewerb wurden wieder eingeführt sowie neue Auswahlkriterien, die gleichermaßen auf Theatertexte und Theaterprojekte anwendbar sind. 
2019 wurde der Stückemarkt erstmals weltweit ausgeschrieben. 
Eine fünfköpfige wechselnde Künstlerjury wählt aus den Einsendungen fünf Arbeiten aus. Teil dieser Jury waren in den letzten Jahren unter anderem Lukas Bärfuss, Tim Etchells, Mette Ingvartsen, Amir Reza Koohestani, Signa Köstler, Dea Loher, Katie Mitchell, Wiebke Puls, Philippe Quesne, Milo Rau, Arpád Schilling, Jackie Sibblies Drury und Simon Stephens. Im Rahmen des Theatertreffen werden die ausgewählten Arbeiten ihrer Form entsprechend präsentiert – als Gastspiele, Szenische Lesung, Performances, Site-specific-Formate u. a.

## Eingeladene Künstler und Preisträger

### Förderpreis für neue Dramatik (2003–2012)
Von 2003 bis 2012 verlieh der Stückemarkt den von der Heinz und Heide Dürr Stiftung gestifteten Förderpreis für neue Dramatik (dotiert mit 5.000 Euro), der mit einer Uraufführung in einem namhaften Theater verbunden war. Ein weiterer Text wurde von Deutschlandradio Kultur als Hörspiel adaptiert und gesendet.
- 2003 David Lindemann für Koala Lumpur (gestiftet von der Dresdner Bank); UA am 19. Dezember 2003, Schauspielhaus Bochum
- 2003 Anja Hilling für Sterne (gestiftet von der Dresdner Bank); UA am 28. Januar 2006, Bühnen der Stadt Bielefeld
- 2004 Laura Sintija Cerniauskaite für Lucy auf Eis
- 2005 Oliver Schmaering für Seefahrerstück; UA am 17. September 2005, Neues Theater Halle
- 2006 Thomas Freyer für Amoklauf mein Kinderspiel; UA am 28. Mai 2006, Deutsches Nationaltheater Weimar
- 2007 Maria Kilpi für Harmin Paikka – plus null komma fünf windstill; UA am 20. Dezember 2007, Maxim Gorki Theater Berlin
- 2008 Klaas Tindemans für Bulger; UA am 17. Dezember 2008, Maxim Gorki Theater Berlin
- 2009 Oliver Kluck für Das Prinzip Meese; UA am 6. Februar 2010, Maxim Gorki Theater Berlin
- 2010 Claudia Grehn für Ernte; UA am 19. Dezember 2010, Maxim Gorki Theater Berlin
- 2011 Juri Sternburg für der penner ist jetzt schon wieder woanders; UA am 15. Januar 2012, Maxim Gorki Theater Berlin
- 2012 Michel Decar für Jonas Jagow; UA am 15. März 2013, Maxim Gorki Theater Berlin

### Werkaufträge
Seit 2007 verleiht der Stückemarkt zusammen mit der Bundeszentrale für politische Bildung einen Werkauftrag, der verbunden ist mit einer Uraufführung (UA) an einem namhaften Theater.
- 2007 Philipp Löhle Genannt Gospodin; UA von Die Kaperer oder Reiß nieder das Haus und erbaue ein Schiff (Werkauftrag des TT Stückemarkts 2007) am 20. März 2008, Schauspielhaus Wien. Deutsche Erstaufführung am 18. September 2008, Staatstheater Mainz
- 2008 Anne Habermehl Letztes Territorium; UA von Daddy (Werkauftrag des TT Stückemarkts 2008) am 20. Juni 2009, Bayerisches Staatsschauspiel München
- 2009 Nis-Momme Stockmann Der Mann der die Welt aß; UA von Kein Schiff wird kommen (Werkauftrag des TT Stückemarkts 2009) am 19. Februar 2010, Schauspiel Stuttgart
- 2010 Wolfram Lotz Der große Marsch; UA von Einige Nachrichten an das All (Werkauftrag des TT Stückemarkts 2010) am 24. Februar 2011, Deutsches Nationaltheater Weimar
- 2011 Anne Lepper für Hund wohin gehen wir; UA von Seymour (Werkauftrag des TT Stückemarkts 2011) am 8. Januar 2012, Schauspiel Hannover
- 2012 Pamela Carter für Skåne – in der ebene; UA von Fast ganz nah – Euer Krieg ist unser Krieg (Werkauftrag des TT Stückemarkts 2012) am 6. April 2013, Staatsschauspiel Dresden
- 2013–2015 nicht vergeben
- 2016 Bara Kolenc und Atej Tutta für Blackholes;  UA 2017 am Schauspiel Dortmund
- 2017 Bonn Park; UA 2018/19 am Badischen Staatstheater Karlsruhe
- 2018 Maya Arad Yasur; UA 2019/20 am Schauspiel Köln
- 2019 Manuela Infante; UA 2020/21 am Schauspielhaus Bochum
- 2020 wurde der Werkauftrag nicht vergeben. Das Theatertreffen fand in diesem Jahr als rein digitale Ausgabe ohne den Stückemarkt statt.
- 2021 Ta-Nia; UA 2021/22 am Schauspiel Dortmund

### Eingeladene Künstler
- 2012 Pamela Carter, Skåne – in der ebene; Michel Decar, Jonas Jagow; Magdalena Fertacz, Śmierć Kalibana (Kalibans Tod); Wolfram Höll, Und dann; Julia Holewińska, Ciała obce (Fremde Körper); Markus Schäfer und Markus Wenzel, Polis3000: respondemus
- 2013 Herbert Achternbusch, Da im Kafenion; Carles Battle, Spanische Karten oder Barcelona 2014 300 Jahre danach; Volker Braun, Die Diener zweier Herren; Werner Buhss, Landschaftsbild Lichtenhagen; Davide Carnevali, A Prelude to an End of a World; John von Düffel, Ein Franzose, ein Russe und ein Amerikaner oder Alliiertenbesuch; Thea Dorn, Adlerfelsen//Schädelstätte; Thomas Freyer, Busske; Werner Fritsch, Alles brennt; David Gieselmann, Vulkan; Anne Habermehl, Mücken im Licht; Anja Hilling, Sardanapal; Julia Holewińska, 12/70; Elfriede Jelinek, Prolog?; Thomas Jonigk, Wir werden uns nie wiedersehen; Nikolai Khalezin, Return to Forever; Oliver Kluck, Arbeit Leben; Rebekka Kricheldorf, Der Weg des Kriegers; Dirk Laucke, Zwanzig Mohammed-Witze in zwei Minuten; Anne Lepper, oh ist das Morrissey; Philipp Löhle, Afrokalypse; Wolfram Lotz, Mama; Marius von Mayenburg, Mission zum Mars; Moritz Rinke, Der Geist aus Hamiltons Fach; Roland Schimmelpfennig, Wohin? Verfall und Untergang der westlichen Zivilisation; Peca Ştefan, Best New Europlay; Nis-Momme Stockmann, Monolog der jungen Frau –; Bernhard Studlar, Euphorie und Alltag oder Störe meine Krise nicht
- 2014 Mona el Gammal, Haus//Nummer/Null; Chris Thorpe, There Has Possibly Been An Incident; Miet Warlop, Mystery Magnet
- 2015 Alexandra Badea, Pulvérisés/Zersplittert; Daniel Cremer/Talking Straight, Talking Straight Festival; Alexander Manuiloff, The State/Der Staat; Tom Struyf, Another great year for fishing; Stefan Wipplinger, Hose Fahrrad Frau
- 2016 Dino Pešut, Der (vor)letzte Panda oder Die Statik; Bara Kolenc/Atej Tutta, Metamorphoses 3°: Retorika; Marie-Louise Stentebjerg, Jonathan Bonici/Two-Women-Machine-Show, Trans-; Pat To Yan, A Concise History of Future China; Simone Kucher, Eine Version der Geschichte
- 2017 Bonn Park, DAS KNURREN DER MILCHSTRASSE; Petra Hůlová, Zelle Nummer; Rainer Merkel, Lauf und bring uns dein nacktes Leben; Swoosh Lieu, Who cares?! – eine vielstimmige Personalversammlung der Sorgetragenden; Tanja Šljivar, We Are the Ones Our Parents Warned Us About; Tine Rahel Völcker, Adam und die Deutschen (Die Mühle)
- 2018 Leon Engler, Die Benennung der Tiere; Li Lorian, Exodus; Turbo Pascal, Böse Häuser; Olivia Wenzel, 1 yottabyte leben; Maya Arad Yasur, Amsterdam; Old Masters, Fresque
- 2019 Sashko Brama, Fall on Pluto; Bonn Park, BAMBI & Die Themen; Gracie Gardner, Pussy Sludge; Amir Gudarzi, Die Burg der Assassinen; Nazareth Hassan, Vantablack; Manuela Infante, Estado Vegetal
- 2020 Jude Christian, Nanjing; Laurence Dauphinais, Aalaapi; Eve Leigh, Midnight Movie; Sam Max, Coop; Talia Oliveras/Nia Farrell, Dreams in Black Major
- 2021 Jude Christian, Nanjing; Laurence Dauphinais, Aalaapi; Eve Leigh, Midnight Movie; Sam Max, Coop; Talia Oliveras/Nia Farrell, Dreams in Black Major